# He Liping
He Liping (förenklad kinesiska: 何丽萍; traditionell kinesiska: 何麗萍; pinyin: Hé Lìpíng), född den 13 november 1972, är en kinesisk softbollspelare.
Hon tog OS-silver i samband med de olympiska softboll-turneringarna 1996 i Atlanta.